# Caterina la Grande (Shaw)
Caterina la Grande (Great Catherine), a volte tradotto come La grande Caterina, è una commedia del drammaturgo irlandese George Bernard Shaw, debuttata a Londra nel 1913.

## Trama
Il capitano Charles Edstaston, che incarna la quintessenza dell'inglesicità, viene mandato come addetto alla corte imperiale russa di Caterina la Grande a San Pietroburgo. Edstaston porta con sé la fidanzata Claire, una giovane tanto morigerata e repressa quanto il capitano. I due si trovano coinvolti negli scandali e negli intrighi di corte, soprattutto perché entrambi sono stati presi in antipatia dal principe Grigorij Aleksandrovič Potëmkin, il maleducato e alcolizzato favorito della zarina. La stessa sovrana ama provocare i due inglesi interrogandoli sulla loro rigida moralità e il loro algido rapporto con tutto ciò che riguarda il sesso. L'incontro tra il diplomatico inglese e Caterina spingerà Edstaston ad abbandonare molto della sua freddezza e formalità, mentre Caterina apprende dai britannici nuove politiche per la guida dell'impero.

## Storia delle rappresentazioni
Shaw scrisse la commedia per la popolare attrice Gertrude Kingston, che interpretò la zarina Caterina in occasione della prima al Vaudeville Theatre il 18 novembre 1913. Caterina la Grande è un atto unico e fu portato in scena per trenta repliche insieme a un altro atto unico di Shaw, Before Sunset. Il ruolo della zarina divenne un vero e proprio cavallo di battaglia per la Kingston che nel 1916, durante la prima guerra mondiale, portò la commedia in una tournée degli Stati Uniti con la sua compagnia teatrale, "A Visiting Company". La commedia si rivelò un discreto successo e fu portata in scena anche a Broadway, dove rimase in cartellone per quarantadue rappresentazioni. Per l'occasione Caterina la Grande fu portata in scena in repertorio con altri due atti unici di Shaw, L'Inca di Perusalemme e I nemici della Regina. 
La prima rappresentazione italiana della commedia è avvenuta al Teatro Quirino di Roma il 21 giugno 1926.

## Adattamento cinematografico
Nel 1968 Gordon Flemyng ha adattato la commedia nel film Caterina sei grande, con Peter O'Toole nel ruolo del capitano Edstaston, Zero Mostel nella parte di Potëmkin e Jeanne Moreau nei panni della zarina Caterina.